# 陳筱珮
陳筱珮（1955年—）是臺灣女性法官人物，東吳大學法律系、國立中興大學法律研究所、加州大學柏克萊分校法研所碩士。司法官學院19期結業。台灣高等法院法官兼庭長。

## 承審案件
- 華山分屍案
- 梁姓男子弒母剁頭案